# U-27 (Kriegsmarine)
U-27 je bila nemška vojaška podmornica Kriegsmarine, ki je bila dejavna med drugo svetovno vojno.

## Tehnični podatki
| Kategorije                                    | Podatki                       |
| --------------------------------------------- | ----------------------------- |
| Teža (t): na površju pod površjem polna Teža  | 626 745 915                   |
| Dolžina (m) - tlačni trup (m)                 | 54,51 - 45,50                 |
| Širina (m) - tlačni trup (m)                  | 5,85 - 4,70                   |
| Izpodriv (m)                                  | 4,37                          |
| Višina (m)                                    | 9,50                          |
| Moč (hp): na površju pod podvršjem            | 2.310 750                     |
| Hitrost (vozlov): na površju pod podvršjem    | 17 8                          |
| Doseg (milja/vozel): na površju pod podvršjem | 6.200/10 94/4                 |
| Torpeda/Torpedne cevi                         | 11/5 (4 na premcu, 1 na krmi) |
| Krovni top (mm)                               | 88                            |
| Mine                                          | 22 TMA                        |
| Posadka                                       | 42-46                         |
| Maksimalni potop (m)                          | 200                           |